# U35 (画家)
U35是日本插畫師、漫畫家、角色設計師。

## 作品列表

### 封面、插畫
系列作
- 《進化果實～不知不覺踏上勝利的人生～》（2014年9月－2022年12月，Monster文庫（日语：モンスター文庫），共15卷）
- 《絕不可能愛上你》（2017年3月－2021年8月，寶島社文庫，全4卷）
- 《最強之間的相親結果》（2018年2月－2018年11月，GA文庫，全3卷）[1]
- （2019年11月－，富士見Fantasia文庫，刊載2卷）[2]
- （2020年10月－，青い鳥文庫（日语：青い鳥文庫），刊載5卷）[3]
- 《截稿日之前，百合的進度特別快》（2020年12月－，GA文庫，刊載2卷）

非系列作
- （2017年8月，魔法のiらんど文庫（日语：魔法のiらんど文庫））
- 《未來的未來》（2018年7月，角川Sneaker文庫）[4]
- （2018年11月，PHP Junior文庫）[5]
- （2019年10月，集英社Orange文庫）[6]
- （2021年2月，Start出版文庫）[7]

### 人物設定、原案
- Lapis Re:Lights ～這個世界的偶像會用魔法～
- 白沙的Aquatope
- 夏ノ終熄(夏之終熄)
- 青夏軌跡

## 外部連結
- amaon（日語）
- U35的X（前Twitter）（日語）